# Форт Маклауд (Алберта)
Форт Маклауд (енгл. Fort Macleod) је варошица на крајњем југозападу канадске провинције Алберта у оквиру статистичке регије Јужна Алберта. Варошица се налази на обалама реке Олдмен, на раскршћу ауто-путева 2 и 3. Око 8 km северније налази се највећа зона ветроелектрана у Алберти Макбрајд Лејк. Источно од варошице је град Летбриџ.
Насеље је основано као полицијско утврђење на ади у кориту реке Олдмен 1874, а име је добило по пуковнику Џејмсу Маклауду, тадашњем начелнику одреда северне канадске коњичке полиције. Године 1884, стамбене бараке су пресељене на локалитет данашњег насеља. Насеље је банкротирало 1924. када је неколико година раније већина полицајаца из базе дислоцирана у Летбриџ, и његова стагнација наставила се све до седамдесетих година прошлог века. Године 1982, влада Алберте је прогласила центар варошице заштићеном зоном од историјског значаја за провинцију.
Према подацима пописа становништва из 2011. у варошици је живело 3.117 становника у 1.350 домаћинстава, што је за 1,5% више у односу на 3.072 житеља колико је регистровано приликом пописа 2006. године.
Један део оскаром награђеног филма Планина Броукбек из 2005. је сниман на територији Форт Маклауда.

## Становништво
| 2006. | 2011. |
| ----- | ----- |
| 3.072 | 3.117 |